# Birmingham (Misuri)
Birmingham es una villa ubicada en el condado de Clay en el estado estadounidense de Misuri. En el Censo de 2010 tenía una población de 183 habitantes y una densidad poblacional de 125,72 personas por km².

## Geografía
Birmingham se encuentra ubicada en las coordenadas 39°10′3″N 94°27′0″O / 39.16750, -94.45000. Según la Oficina del Censo de los Estados Unidos, Birmingham tiene una superficie total de 1.46 km², de la cual 1.46 km² corresponden a tierra firme y (0%) 0 km² es agua.

## Demografía
Según el censo de 2010, había 183 personas residiendo en Birmingham. La densidad de población era de 125,72 hab./km². De los 183 habitantes, Birmingham estaba compuesto por el 94.54% blancos, el 0.55% eran afroamericanos, el 3.83% eran amerindios, el 0% eran asiáticos, el 0% eran isleños del Pacífico, el 1.09% eran de otras razas y el 0% pertenecían a dos o más razas. Del total de la población el 2.73% eran hispanos o latinos de cualquier raza.